# Héroes del Silencio (EP)
Héroes del Silencio (también llamado Héroe de leyenda) es un EP y primer trabajo del grupo español Héroes del Silencio, producido por Roberto Durruty y Gustavo Montesano y arreglado por el propio grupo. Fue publicado en el año 1988.
El disco fue concebido después de que el productor Roberto Durruty y su amigo y socio Gustavo Montesano (Olé Olé) les viera tocar en la sala "En Bruto" y los pusiera en contacto con la discográfica EMI. La idea fundamental de este trabajo era una prueba, en la que la compañía apostaba con la grabación de este maxisencillo. La portada de este trabajo fue realizada por Roberto Durruty su mánager quien estaba permanentemente encima de los pasos de esta banda que comenzaba su andadura en una multinacional. La idea de esta portada era mantener el estilo dark de la banda, ya que sus influencias de la época eran The Mission, Sisters of Mercy y The Cure.
El grupo comenzaba a captar la atención de los medios de comunicación zaragozanos; fueron teloneros del grupo La Unión y participaron en el recital de despedida de Alaska y Dinarama en Zaragoza. Además, habían participado en distintos concursos regionales y ya habían tocado en las Fiestas del Pilar. También asistieron al concurso "El Nuevo pop Español" y al Festival de Benidorm.
Cuando la compañía discográfica lanzó al mercado este trabajo, su meta era vender 5.000 copias. La venta de 30.000 copias constituyó toda una sorpresa, hazaña que ningún grupo había podido lograr, ni siquiera la banda Vam Cyborg quienes ya tenían disco en las tiendas.
El impresionante número de copias vendidas de este EP, motivó a que EMI lanzara al mercado un segundo tiraje de este trabajo, cambiando la portada para hacerla más atractiva comercialmente.

## Lista de canciones
Todas las canciones compuestas por J. Valdivia Navarro, E. Ortiz de Landazuri, D.J. Cardiel y D.P. Andreu.
| #  | Canción                           | Duración |
| -- | --------------------------------- | -------- |
| 1. | «Héroe de leyenda» (Versión Maxi) | 5:00     |
| 2. | «El mar no cesa»                  | 3:07     |
| 3. | «La lluvia gris»                  | 4:21     |
| 4. | «Héroe de leyenda»                | 4:11     |

- Los sencillos Héroe De Leyenda y La Lluvia Gris, además de ser sencillos promocionales del EP, también lo serían para el álbum debut El Mar No Cesa.

## Sencillos
| #  | Sencillo           | Fecha de publicación |
| -- | ------------------ | -------------------- |
| 1. | «Héroe de leyenda» | 1987                 |
| 2. | «La lluvia gris»   | 1987                 |

## Créditos

### Músicos
- Enrique Bunbury - Voz.
- Juan Valdivia - Guitarra.
- Joaquín Cardiel - Bajo eléctrico.
- Pedro Andreu - Batería.

### Producción
- Gustavo Montesano - producción y realización.
- Steve Taylor - Ingeniería.